# El molino del Floss
El molino del Floss, título original en inglés The Mill on the Floss, es una novela de la escritora realista inglesa George Eliot (seudónimo de Mary Ann Evans) publicada en 1860. Ha sido traducida el español varias veces con pequeñas variaciones en el título: la primera recibe el título de El molino, Espasa-Calpe, Madrid, 1932, traducción de G. Sans Huelin. La segunda, de María Luz Morales, para Ed. Iberia, Joaquín Gil Editor, Barcelona, 1943, se titula El molino junto al Floss. La tercera, en Argentina, la publica Jackson Editores en 1943 y la traducción es de Vicente P. Quintero; lleva como título El molino del Floss. La cuarta, de Ediciones Reguera, 1946, la traduce  Rafael Sardá, y, por último, en Alba Editorial, Barcelona, 2010, traducción de Carmen Francí, ambas con ese mismo título. 
La obra se inspira en gran parte de los recuerdos de su vida; el personaje principal, Maggie, es una mujer sensible y sagaz encerrada en un ambiente vulgar y provinciano y se ve relegada en favor de su hermano, pese a ser ella más inteligente. Durante la adolescencia de los hermanos, el padre se arruina y ahí comienza su lucha contra las circunstancias para salir adelante. Maggie es probablemente el personaje más fascinante de toda la obra de George Eliot, abordando al mismo tiempo su ambiente personal, lleno de tedio y ruindad, en medio de una sociedad que cambia lentamente de las viejas tradiciones rurales al descarnado imperio de la revolución industrial.
Es una historia que encierra una crítica certera de raíz feminista.
Una versión cinematográfica de la novela fue dirigida en Argentina en 1948 por Ernesto Arancibia con guion de Ulyses Petit de Murat.